# Bruden avklädd av sina ungkarlar, till och med
Bruden avklädd av sina ungkarlar, till och med (La mariée mise à nu par ses célibataires, même) är ett konstverk av Marcel Duchamp och har kallats för Duchamps viktigaste konstverk från dada-perioden.
Verket skapades 1915-23 och består av ett motiv indelat i tre paneler på stora glasskivor. Motivet är skapat med hjälp av bland annat blyfolie, oljefärg och damm, och verket mäter 283x189 cm.
Idén till verket fick Marcel Duchamp 1913, och han gjorde ett stort antal förstudier och anteckningar, men även en prototyp inför detta verk. I anteckningarna finns beskrivet de regelverk och myter som behövs för läsningen av verket. Han publicerade dessa anteckningar och studier under namnet Den gröna asken 1934. Anteckningarna är dock svårtydda eftersom de på Marcel Duchamps typiska manér är fulla av tvetydigheter och ordvitsar.
En förklaring utifrån anteckningarna i Den gröna asken är att verket är menat att föreställa det oberäkneliga mötet mellan "bruden", i den övre panelen av verket, och hennes nio "ungkarlar", som finns samlade i den undre panelen i form av ett antal mystiska mekaniska apparater. I mitten finns tre åtskiljande glasskivor som kallas för "brudens kläder". 
Det stora glaset ställdes ut första gången 1926 på Brooklyn Museum innan det av misstag skadades och glaset krackelerade. Verket reparerades då av Marcel Duchamp själv. Idag ingår verket i den permanenta samlingen vid Philadelphia Museum of Art.
Marcel Duchamp sanktionerade repliker av Det stora glaset, den första 1961 för en utställning på Moderna Museet i Stockholm, utfört av Duchampkännaren Ulf Linde och signerat av Duchamp, den andra 1966 för Tate Gallery i London och den tredje repliken utfördes 1991 av Ulf Linde, Henrik Samuelsson och John Stenborg. Ulf Linde lyckades rätta en del av de fel han gjorde på det stora glaset 1961 - till 1991-versionen, och var uppretad över att Moderna Museet i sin fasta utställning visade den mer felaktiga - men signerade - versionen (den från 1961), istället för den version (1991) som är en nästan exakt kopia av original-glaset.
Än idag (2020) är det endast 1991-versionen som lånas ut av Moderna Museet, medan versionen från 1961 permanent finns kvar på moderna museet.